# Vahid Amiri
Vahid Amiri (tiếng Ba Tư: وحید امیری; sinh ngày 2 tháng 4 năm 1988) là một cầu thủ bóng đá chuyên nghiệp người Iran hiện thi đấu ở vị trí tiền vệ cho câu lạc bộ Persepolis tại Persian Gulf Pro League và đội tuyển quốc gia Iran.

## Thống kê sự nghiệp

### Câu lạc bộ
Tính đến ngày 27 tháng 10 năm 2022
| Club         | Season       | League       | League | League | Cup  | Cup   | Continental | Continental | Other | Other | Total | Total |
| Club         | Season       | Division     | Apps   | Goals  | Apps | Goals | Apps        | Goals       | Apps  | Goals | Apps  | Goals |
| ------------ | ------------ | ------------ | ------ | ------ | ---- | ----- | ----------- | ----------- | ----- | ----- | ----- | ----- |
| Naft MIS     | 2011–12      | Division 1   | 23     | 2      | 1    | 0     | —           | —           | —     | —     | 24    | 2     |
| Naft MIS     | 2012–13      | Division 1   | 25     | 0      | 1    | 0     | —           | —           | —     | —     | 26    | 0     |
| Naft MIS     | Total        | Total        | 48     | 2      | 2    | 0     | —           | —           | —     | —     | 50    | 2     |
| Naft Tehran  | 2013–14      | Pro League   | 26     | 2      | 2    | 0     | —           | —           | —     | —     | 28    | 2     |
| Naft Tehran  | 2014–15      | Pro League   | 25     | 4      | 2    | 1     | 11          | 2           | —     | —     | 38    | 7     |
| Naft Tehran  | 2015–16      | Pro League   | 28     | 5      | 2    | 0     | 1           | 0           | —     | —     | 31    | 5     |
| Naft Tehran  | Total        | Total        | 79     | 11     | 6    | 1     | 12          | 2           | —     | —     | 97    | 14    |
| Persepolis   | 2016–17      | Pro League   | 25     | 6      | 0    | 0     | 12          | 1           | —     | —     | 37    | 7     |
| Persepolis   | 2017–18      | Pro League   | 26     | 2      | 2    | 0     | 8           | 0           | 1     | 0     | 37    | 2     |
| Persepolis   | Total        | Total        | 51     | 8      | 2    | 0     | 20          | 1           | 1     | 0     | 74    | 9     |
| Trabzonspor  | 2018–19      | Süper Lig    | 22     | 1      | 4    | 2     | —           | —           | —     | —     | 26    | 3     |
| Persepolis   | 2019–20      | Pro League   | 26     | 6      | 4    | 1     | 2           | 0           | 0     | 0     | 32    | 7     |
| Persepolis   | 2020–21      | Pro League   | 28     | 3      | 2    | 0     | 13          | 1           | 0     | 0     | 43    | 4     |
| Persepolis   | 2021–22      | Pro League   | 24     | 1      | 1    | 1     | 2           | 0           | 1     | 0     | 28    | 2     |
| Persepolis   | 2022–23      | Pro League   | 5      | 0      | 0    | 0     | —           | —           | —     | —     | 5     | 0     |
| Persepolis   | Total        | Total        | 83     | 10     | 7    | 2     | 17          | 1           | 1     | 0     | 108   | 13    |
| Career total | Career total | Career total | 283    | 32     | 21   | 5     | 49          | 4           | 2     | 0     | 355   | 41    |

### Quốc tế
Tính đến ngày 20 tháng 6 năm 2023
| Đội tuyển quốc gia | Năm  | Trận | Bàn |
| ------------------ | ---- | ---- | --- |
| Iran               | 2015 | 12   | 1   |
| Iran               | 2016 | 9    | 0   |
| Iran               | 2017 | 9    | 0   |
| Iran               | 2018 | 12   | 0   |
| Iran               | 2019 | 10   | 0   |
| Iran               | 2020 | 2    | 0   |
| Iran               | 2021 | 9    | 1   |
| Iran               | 2022 | 5    | 0   |
| Iran               | 2023 | 3    | 0   |
| Tổng               | Tổng | 71   | 2   |

Bàn thắng và kết quả của Iran được để trước.
| # | Ngày                | Địa điểm                                | Đối thủ   | Bàn thắng | Kết quả | Giải đấu                 |
| - | ------------------- | --------------------------------------- | --------- | --------- | ------- | ------------------------ |
| 1 | 26 tháng 3 năm 2015 | NV Arena, Sankt Pölten, Áo              | Chile     | 2–0       | 2–0     | Giao hữu                 |
| 2 | 3 tháng 6 năm 2021  | Sân vận động Al Muharraq, Arad, Bahrain | Hồng Kông | 2–0       | 3–1     | Vòng loại World Cup 2022 |